# Elonka Dunin

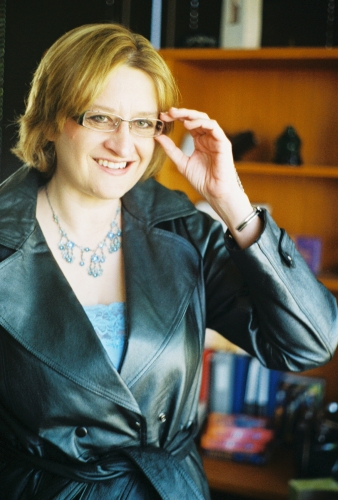
Elonka Dunin

Elonka Dunin (ur. 29 grudnia 1958 w Santa Monica) – amerykańska programistka gier komputerowych, pisarka i kryptolog. 
W 2003 była szefem zespołu, który złamał szyfr Cyrillic Projector, a jej książka na ten temat pt: The Mammoth Book of Secret Codes and Cryptograms została opublikowana w 2006. Zbiera dane dotyczące niezłamanych szyfrów, między innymi Kryptos – szyfr dotyczący rzeźb, zlokalizowany w kwaterze głównej CIA. Dunin programuje gry komputerowe w firmie Simutronics Corp. w Saint Louis w stanie Missouri, i jest autorem internetowej gry CyberStrike, która uzyskała pierwszą nagrodę w konkursie magazynu Computer Gaming World w 1993. Jest również współzałożycielką i prezesem towarzystwa gier internetowych International Game Developers Association, także edytorką IGDA.

## Życiorys
Dunin urodziła się w Santa Monica w Kalifornii z ojca Stanleya Dunina, amerykańskiego matematyka polskiego pochodzenia, i matki Elsie Ivancich, amerykańskiej tancerki i etnolog na Uniwersytecie Berkeley w Los Angeles, pochodzenia chorwackiego.
Dunin przejęła zainteresowanie komputerami od ojca, który pracował w dziale przestrzeni kosmicznej firmy Hughes Aircraft; w latach sześćdziesiątych zabierał ją do biura, w którym bawiła się wielkimi komputerami typu mainframe jak IBM 360 lub IBM 370, i w którym poznała język Fortran będąc ciągle jeszcze w szkole podstawowej. Liceum ogólnokształcące zakończyła w 1976 w Los Angeles; w Berkeley studiowała astronomię. Po ukończeniu studiów wstąpiła do USAF; służyła jako technik przy serwisie samolotów w RAF Mildenhall (Wielka Brytania) oraz w bazie Beale Air Force Base w Kalifornii. Po odbyciu służby wojskowej zwiedziła świat chwytając się różnych zajęć, od programistki komputerowej w Denver w Kolorado do nauczycielki angielskiego w Rio de Janeiro.
W latach osiemdziesiątych Dunin zaangażowała się w program BBS wydając tylko w jednym roku 15 000 dolarów za czas komputerowy, którego efektem były gry komputerowe British Legends na CompuServe i Simutronics, GemStone II na GEnie.

## Gry online
W 1990 Dunin przeprowadziła się do Saint Louis i podjęła pracę w kompanii Simutronics, w wyniku czego firma ta dostała nagrodę roku w 1993 za grę internetową CyberStrike przy współudziale sieci AOL, Prodigy i CompuServe. W 1997 Simutronics uruchomił swoją własną sieć, play.net, z Dunin jako szefem działu gier online. W 1999 Dunin została głównym menadżerem działu gier Simutronics – GameMaster Nova, którym jest do dziś. Jest również producentem GemStone III, Hercules i bazowanej na Xenie grze Alliance of Heroes, oraz koproducentem CyberStrike, DragonRealms i Hero's Journey.

## Kryptografia
Dunin została dostrzeżona przez szerszy krąg opinii publicznej w 2000, kiedy to dostała nagrodę za złamanie szyfru PhreakNIC v3.0 Code.
Według Dunin, te wydarzenia, plus motyw Kryptos na okładce książki Dana Browna z 2003 – Kod Leonarda da Vinci, zyskały jej szersze uznanie. W maju 2003 Dunin, wspólnie z Gary Warzinem, założyła popularną stronę Yahoo Group Kryptos. W styczniu 2005, po artykule, który ukazał się w Wired o "Kryptos", zainteresowanie wzrosło i zostało odnotowane w CNN, NPR, The Guardian, Libération i w innych mediach. 
W połowie 2005, brytyjskie wydawnictwo Constable & Robinson zaproponowało jej opublikowanie strony The Mammoth Book of Secret Code Puzzles, zawartość której została wydana w formie książkowej jednocześnie w USA i w UK nakładem Carroll & Graf w marcu 2006. W lipcu 2007, Dunin wystąpiła w telewizji PBS w programie NOVA scienceNOW jako ekspert dot. "Kryptos".

## Public Relations
Dunin będąc przedstawicielką IGDA i Planetary Society często udziela konferencji prasowych dla agencji rządowych takich jak FBI, CIA i NSA jako ekspert w sprawach kryptografii i gier komputerowych – Dragon*Con, PhreakNIC, Def Con, Shmoocon, Notacon oraz International Game Developers Conference. Wystąpiła również w programie Binary Revolution.

## Publikacje
- The Mammoth Book of Secret Codes and Cryptograms, US ISBN 0-7867-1726-2, 2006.

wydanie brytyjskie: The Mammoth Book of Secret Code Puzzles, UK ISBN 1-84529-325-8
- (editor) IGDA Online Games White Paper, 2002. PDF
- (editor) IGDA Online Games White Paper, 2003. PDF
- (senior editor) IGDA Web & Downloadable Games White Paper, 2004. PDF
- (senior editor) IGDA Persistent Worlds White Paper, 2004. PDF

### Gry komputerowe
- Orb Wars – Product Manager
- CyberStrike (Classic) – Developer, and voice talent
- GemStone III – Product Manager
- DragonRealms
- Modus Operandi
- Hercules & Xena: Alliance of Heroes – Executive producer
- CyberStrike 2 – Developer, and voice talent
- Hero's Journey (upcoming)

### Konsultacje do publikacji
- Amy Jo Kim's Community Building on the Web : Secret Strategies for Successful Online Communities, 2000, Peachpit Press. ISBN 0-201-87484-9
- Lee Sheldon's Character Development and Storytelling for Games (Game Development Series), 2004, Course Technology PTR. ISBN 1-59200-353-2